# Perilissus bellatorius
Perilissus bellatorius är en stekelart som beskrevs av Tosquinet 1896. Perilissus bellatorius ingår i släktet Perilissus och familjen brokparasitsteklar. Inga underarter finns listade i Catalogue of Life.